# 5402-es mellékút (Magyarország)
Az 5402-es mellékút egy eredetileg közel 53 kilométeres, mai állapotában 45,6 kilométeres hosszúságú, négy számjegyű mellékút Bács-Kiskun vármegye területén; Kiskunfélegyházától húzódik Kiskunhalas központjáig. A főutaktól jobbára távol fekvő kisváros, Kiskunmajsa legfontosabb megközelítési útvonala.

## Nyomvonala
Kiskunfélegyháza területén indul, eredeti kezdőpontja valószínűleg a város északi külterületei között volt, ahol az 5-ös főútból ágazott ki, nem sokkal annak a 108+400-as kilométerszelvénye után. Ez esetben a város belterületét nyugatról elkerülve húzódott, keresztezte a Cegléd–Szeged-vasútvonal nyomvonalát, majd a mai 5302-es utat is. Ha valóban ez  a bő 7 kilométeres útvonal volt a kezdeti szakasza, azt időközben (2005-2007 körül) főúttá minősítették át, 542-es útszámmal.
Kilométer-számozása így jelenleg a 7+243-as kilométerszelvényétől kezdődik, ahol egy olyan körforgalomból indul ki – déli irányban –, amelybe északnyugat felől az 542-es főút csatlakozik bele, ugyanaz folytatódik onnan északnak (később keletnek fordulva, hogy visszacsatlakozzék az 5-ös főúthoz), északkeleti irányból pedig az 5403-as út torkollik bele. A körforgalmat elhagyva szinte azonnal a Kiskunhalas–Kiskunfélegyháza-vasútvonal mellé szegődik, együtt haladnak át az M5-ös autópálya felüljárói alatt, majd a 8+400-as kilométerszelvényénél kiágaznak belőle a sztráda ottani csomópontját kiszolgáló átkötő utak. Kevéssel ezután újabb elágazáshoz ér: ott az 54 125-ös számú mellékút ágazik ki belőle, amely Kiskunfélegyháza Halesz nevű külterületi városrészét tárja fel; 11,9 kilométer után pedig az 5441-es út lép ki belőle, mely Petőfiszállásra vezet. Az utóbbi keresztezéstől már Kiskunfélegyháza és Petőfiszállás határvonalát kísérve húzódik, így halad el a 14+300-as kilométerszelvénye előtt Galambos vasútállomás térsége mellett is.
16,9 kilométer után – még ekkor is a vasúttal párhuzamosan – átszeli Jászszentlászló határát, a 21. kilométere után keresztezi a Dong-éri-főcsatornát és belép a településre. Kevesebb, mint másfél kilométernyi belterületi szakasza a Május 1. utca nevet viseli, közben beletorkollik északnyugat felől az 5407-es út, majd nem sokkal azután elhalad Jászszentlászló vasútállomás térsége mellett. A falutól délre, 23,2 kilométer után keresztezi a vasút vágányait és átvált azok keleti oldalára, de továbbra is a közelükben marad.
A 23+850-es kilométerszelvénye táján átszeli Kiskunmajsa határát; ott előbb Majsafürdő városrész keleti részén halad el, a 27. és 28. kilométerei között, majd beletorkollik az 5-ös főúttól Csengele érintésével egészen idáig húzódó (több mint 19 kilométer hosszú) 54 121-es számú mellékút, s csak ezt követően, a 30. kilométerén túljutva ér be a város belterületére. Első itteni szakasza délnyugati irányban húzódik, Félegyházi utca néven, majd miután beletorkollik az 5404-es út északnyugat felől, annak az irányát veszi fel és délkeletnek fordul, Fő utca néven. Kicsivel arrébb újabb elágazása következik: délkelet felől az 5405-ös út csatlakozik hozzá, s a belvárosban néhány száz méternyi közös szakaszuk következik délnyugati, majd északnyugati irányban, Iskola utca, majd Árpád út néven, kilométer-számozás tekintetében egymással ellentétes irányban. A belváros nyugati szélén válik el ismét egymástól a két út, s az 5402-es már majdnem a 33. kilométerénél jár, amikor kilép a belterületről.
38,9 kilométer után Harkakötöny területén folytatódik, de lakott helyeket ott nem igazán érint: a község központjába csak az 54 107-es számú mellékút vezet be, amely a 42+800-as kilométerszelvény táján ágazik ki az útból. 44,5 kilométer után már Kiskunhalas határai közt jár;  50,6 kilométer után, a belterület keleti széle előtt ismét keresztezi a vasutat, majd Kiskunhalas vasútállomás térsége közelében kiágazik belőle a Szegedre vezető 5408-as út. Ezt követően egy felüljáróra kanyarodik, azzal keresztezi a Budapest–Kelebia-vasútvonal, a Bátaszék–Kiskunhalas-vasútvonal és a Kiskunhalas–Kiskunfélegyháza-vasútvonal közös szakaszát, az állomástól délre, és kevéssel ezután véget is ér, Batthyány utca néven, beletorkollva az 53-as főútba, annak az 56+550-es kilométerszelvényénél.
Teljes hossza, az országos közutak térképes nyilvántartását szolgáló kira.gov.hu adatbázisa szerint 52,882 kilométer (a főúttá átminősített szakasza nélkül 45,639 kilométer).

## Története
1934-ben a kereskedelem- és közlekedésügyi miniszter 70 846/1934. számú rendelete a teljes mai hosszában harmadrendű főúttá nyilvánította: a Kiskunfélegyháza-Kiskunmajsa közti szakaszát 522-es útszámozással, a fennmaradó szakaszát pedig a Kiskunhalas-Kistelek közti 523-as főút részeként.
Feltételezett kezdeti, bő 7 kilométeres szakaszát, a Kiskunfélegyházát nyugat felől elkerülő (1990 táján már biztosan létezett) utat 2007 körül „vesztette el”, akkor minősítették át azt 542-es útszámmal főúttá. A feltételezést erősíti, hogy az 542-es főút az 5402-essel való találkozási pontjánál majdnem ugyanazon számértékű kilométerszelvényénél jár, mint az a szelvényezési számérték, amelytől az 5402-es onnét továbbindul. Némileg ellentmond viszont e teóriának az 542-es főút szócikke, amely (forráshivatkozás feltüntetése nélkül) azt állítja, hogy a mai főút nyugati nyomvonalát az 54 104-es számú mellékút 5,1 kilométernyi szakaszát felhasználva alakították ki.
Egy aránylag hosszabb, 8,830 kilométeres szakaszának felújítását (a 42+000 és az 50+830 kilométerszelvények között) 2019 második felére tűzték ki, a Magyar Falu Program útjavítási pályázatának I. ütemében, a Bács-Kiskun megyei Harkakötöny és Kiskunhalas települések területén.

## Települések az út mentén
- Kiskunfélegyháza
- (Petőfiszállás)
- Jászszentlászló
- Kiskunmajsa
- (Harkakötöny)
- Kiskunhalas